# 博伊斯曼湾
博伊斯曼湾（俄语：Бухта Бойсмана）是滨海边疆区哈桑区的海湾，面积27.8平方公里，深18米，岸长15.8公里，处于红崖角和克列尔克角内。它以俄国海军军官瓦西里·阿尔谢尼耶维奇·博伊斯曼命名。